# Subirats (kommunhuvudort)
Subirats är en kommunhuvudort i Spanien.   Den ligger i provinsen Província de Barcelona och regionen Katalonien, i den östra delen av landet, 500 km öster om huvudstaden Madrid. Subirats ligger 437 meter över havet och antalet invånare är 2 801.
Terrängen runt Subirats är kuperad åt sydost, men åt nordväst är den platt. Subirats ligger uppe på en höjd. Runt Subirats är det ganska glesbefolkat, med 35 invånare per kvadratkilometer. Närmaste större samhälle är Sant Boi de Llobregat, 18,0 km öster om Subirats. 